# Kaltes Krematorium
Kaltes Krematorium (Kaltes Krematorium – Bericht aus dem Land namens Auschwitz) ist der deutsche Titel des 1950 von dem ungarisch-jugoslawischen Schriftsteller József Brunner unter dem Pseudonym József Debreczeni veröffentlichten autobiografischen Berichtes Hideg Krematórium. Auschwitz regénye über seine Erlebnisse als KZ-Häftling, Häftlingsnummer 33031. Beschrieben werden die Deportation aus Bačka Topola nach Auschwitz, die Selektion und die Erlebnisse und Bedingungen in den Außenlagern des KZ Groß-Rosen während seines zwölfmonatigen Leidensweges.

## Inhalt
Im Lager Bačka Topola werden den Häftlingen die Habseligkeiten abgenommen und nach mehrtägiger Fahrt in einem vollgestopften und verschlossenen Viehwaggon erfolgt in Auschwitz die Selektion. Die willkürlich für arbeitstauglich erklärten Häftlinge werden geschoren und zu namenlosen Häftlingsnummern. Der Erzähler entgeht so zufällig der Vergasung – auch weil er einen langen Fußmarsch einem perfiderweise angebotenen Lkw-Transport vorzieht. Er wird zum namenlosen Arbeitssklaven Nummer 33031, der in Außenlagern des Konzentrationslagers Groß-Rosen zum Tunnelbau des Projekt Riese der Organisation Todt zum Einsatz gelangen wird.
Beschrieben werden seine persönlichen Erlebnisse in den drei Außenlagern Falkenberg, Schloss Fürstenstein und Dörnhau. Zufälligkeit und Willkür bestimmen seinen Weg, immer entkräfteter dämmert er zuletzt im seuchengeplagten Sterbelager von Dörnhau dem Tod entgegen. Dabei wird die zunehmende Entmenschlichung und Gefühlslosigkeit im weitgehend häftlingsorganisierten Lagerinneren mit dem scharfen Blick des geschulten Journalisten beschrieben. Die Lagergesellschaft aus einfachen Häftlingen, Kapos, Unterkapos, Schreibern, Baracken- und Lagerältesten sowie dem Küchenpersonal mit ihren jeweiligen Privilegien und Ängsten wird ebenso dargestellt wie der Kampf um den letzten Fetzen Stoff, jedes Stückchen Brot. Die ekelerregende und mörderische Umgebung beschreibt er drastisch, wobei jede Laus, alle Ausdünstungen, eitrige Wunden und der mit Exkrementen bedeckte Boden im Sterbelager Dörnhau nicht ausgespart werden. Wehrmacht und SS treten nur selten in Erscheinung und werden nach Uniformfarbe als „Grüne“ und „Graue“ bezeichnet.

## Rezeption
Das Werk wurde in Ungarn vor dem Hintergrund antisemitischer Kampagnen und Schauprozesse des stalinistischen Regimes kaum wahrgenommen. Mit seiner subjektiven Schonungslosigkeit und der Darstellung der Funktionshäftlinge dürfte es auch für die um Anerkennung kämpfende jüdische Opfergemeinschaft nicht opportun gewesen sein. Hannah Arendt löste etwa mit Eichmann in Jerusalem noch 1963 heftige Diskussionen aus, weil sie darin die zwangsweise Kooperation der Judenräte thematisierte.
Erst nach über siebzig Jahren fand das Werk internationale Beachtung. 2023 erschien es in den Vereinigten Staaten und wurde dann in zahlreiche weitere Sprachen übersetzt. Die deutsche Fassung erschien 2024 in der Übersetzung von Timea Tankó mit einem Nachwort von Carolin Emcke.
Alexander Camman lobte in der deutschen Wochenzeitung Die Zeit das Buch als erstaunlich souveräne literarische Reportage des Schreckens. Mit geradezu soziologischer Präzision schaue Debreczeni unerbittlich genau auf seine Mithäftlinge und schildere die „Lageraristokratie“ der Funktionshäftlinge und die „komplizierte Hierarchie der Parias“. Minutiös würden die Kämpfe um Brot und jedwede Kalorie geschildert und die Umkehrung der gesellschaftlichen Hierarchie im Lager dargestellt: jüdische Eliten ganz unten, Kriminelle und Taugenichtse ganz oben. Das Buch setze darüber hinaus Mithäftlingen in knappen und bewegenden Porträts ein Denkmal.

## Ausgaben
- József Debreczeni: Hideg krematórium. Belgrad, 1950.
  - Hladni krematorijum. Roman Aušvica. Übersetzung Bogdan Cipić. 1951.
  - Kaltes Krematorium – Bericht aus dem Land namens Auschwitz. Übersetzung Timea Tankó. Nachwort Carolin Emcke. Frankfurt am Main: S. Fischer, 2024, ISBN 978-3-10-397544-4.